# 埼玉県道383号惣新田幸手線
埼玉県道383号惣新田幸手線（さいたまけんどう383ごう そうしんでんさってせん）は、幸手市内のみを敷設範囲とする幸手市の中心部と東部をつなぐ一般県道。

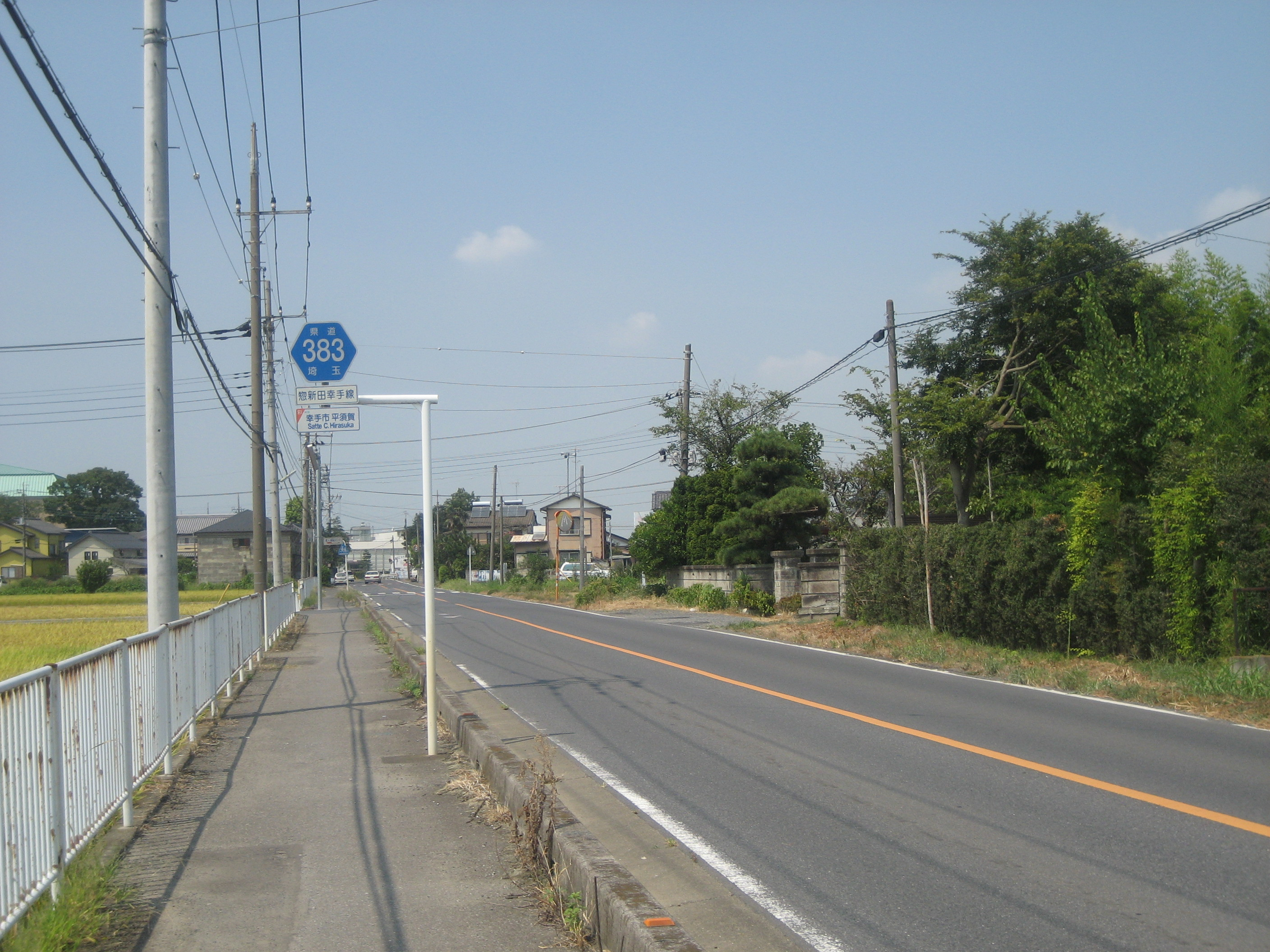
幸手市平須賀

## 概要
幸手中央地区産業団地と新4号国道を結ぶ4車線のバイパスの建設が計画されている。

## 起点・終点
- 起点:埼玉県幸手市（埼玉県道42号松伏春日部関宿線交点、東川交差点）
- 終点:埼玉県幸手市天神島（埼玉県道318号並塚幸手線交点）
- 実延長:5.856km

## 接続する路線
| 交差する道路                        | 交差する道路                 | 交差点名 | 所在地 | 所在地 |
| ----------------------------------- | ---------------------------- | -------- | ------ | ------ |
| 埼玉県道42号松伏春日部関宿線        | 埼玉県道42号松伏春日部関宿線 | 東川     | 幸手市 | 惣新田 |
| 新4号国道                           | 新4号国道                    | 芝原     | 幸手市 | 惣新田 |
| （埼葛広域農道）                    | （埼葛広域農道）             | 中野     | 幸手市 | 中野   |
| 埼玉県道26号境杉戸線                | 埼玉県道26号境杉戸線         | 平野     | 幸手市 | 平野   |
| 本線                                | 圏央道 幸手IC                |          | 幸手市 | 平須賀 |
| 埼玉県道318号並塚幸手線             |                              |          | 幸手市 | 上高野 |
| 埼玉県道318号並塚幸手線 国道4号方面 |                              |          |        |        |

## 重複区間
- 埼玉県道26号境杉戸線：平野交差点 - ？（100メートル程度である）

## 沿道のおもな施設
- 幸手中央地区産業団地